# イエローカレー

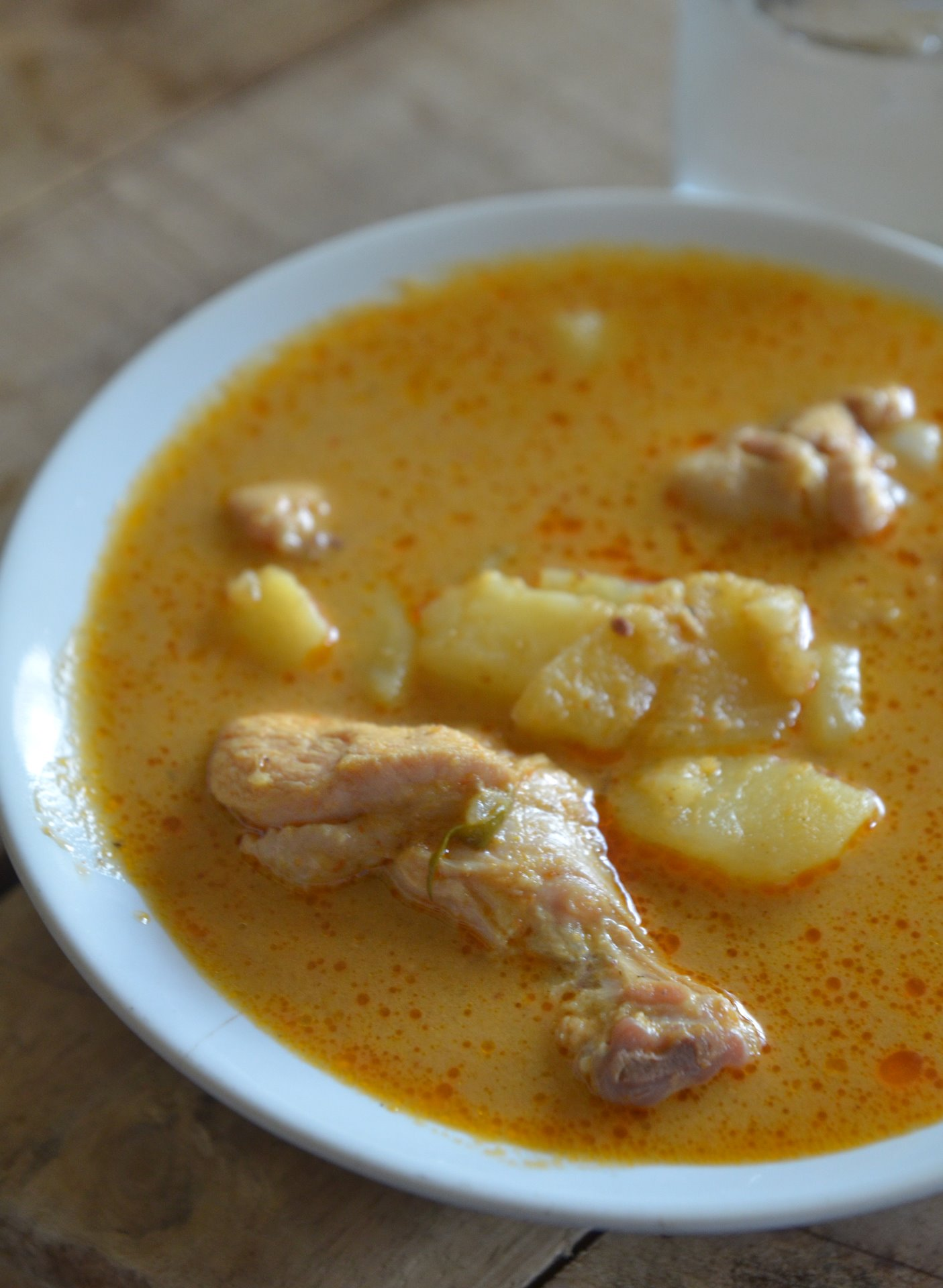
イエローカレー

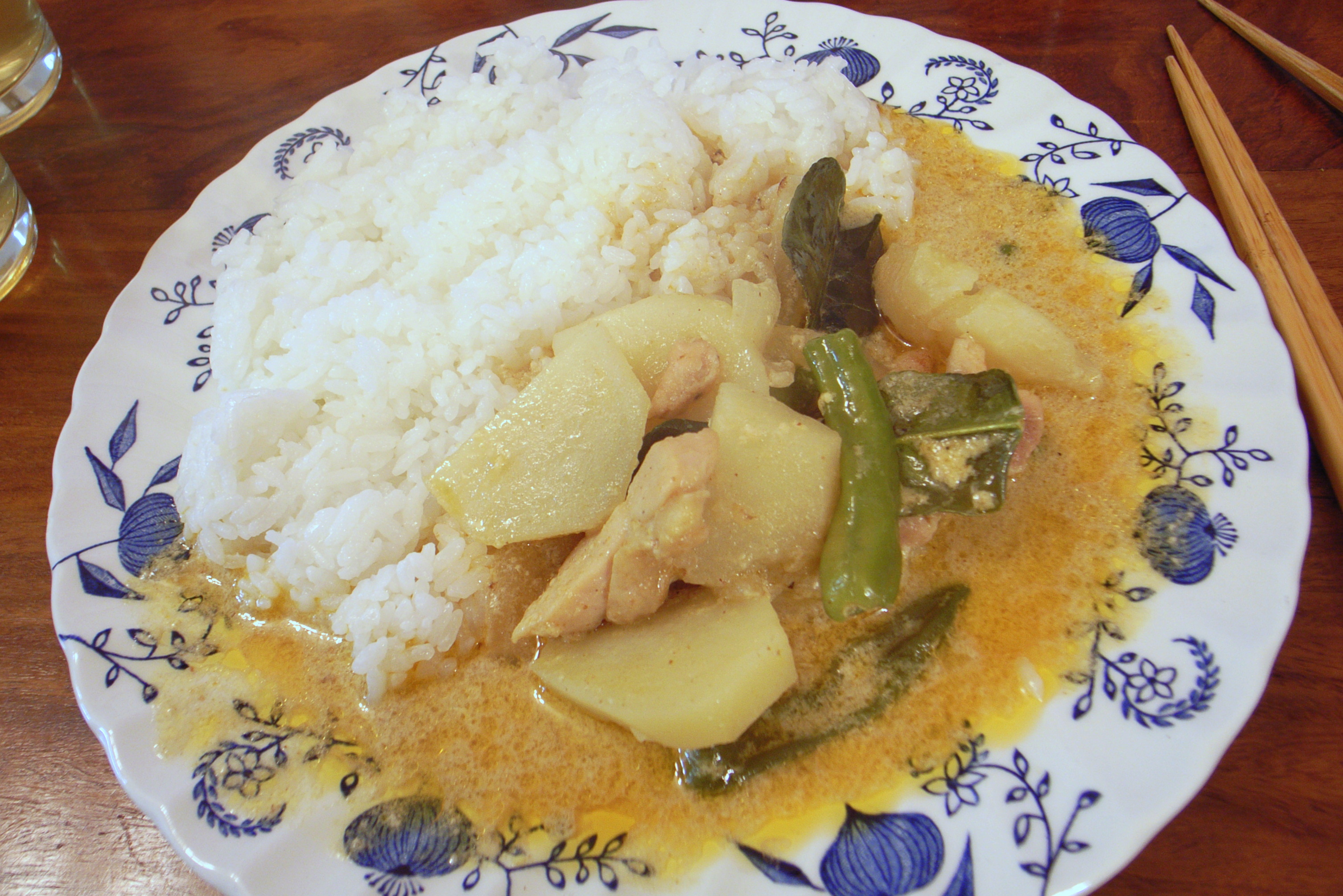
イエローカレーとライスの盛り付け例

イエローカレー（タイ語: แกงกะหรี่、ゲーン・ガリー）とは、グリーンカレー、レッドカレーと並ぶタイの三大カレーのうちの一つ。タイ料理店やタイカレーのレトルトでは定番のメニューで、レッドカレーやグリーンカレーと区別するためにその色にちなんでイエローカレーと呼ばれることが多い。ただし、タイには黄色（イエロー）をした様々なタイプのカレーが存在する。

## 特徴
最も一般的なイエローカレーはタイ語でゲーン・ガリー（แกงกะหรี่、Gaeng Ga-ree）と呼ばれるものである。イエローカレーは他のタイカレーでも使用されているココナッツミルクに加えてより濃厚なココナッツクリームを使用するため、他のカレーと比べて豊潤でクリーミーな味わいがある。また香辛料特有の風味や辛味が抑えられ、タイ国外の人々には特に好まれる傾向がある。
ただし、ゲーン・ガリー以外にも黄色いタイカレーは他にも存在する。例えば英語でゴールドカレーと呼ばれるゲーン・ルアン（Gang Luang、แกงเหลือง）はゲーン・ガリーと比べてより明るい黄色をしているものの、よりスパイシーで辛さも激しい。さらに英語でジャングルカレー（Jungle curry）と呼ばれるゲーン・バー（Gang Pa）も黄色味を帯びているが、ココナッツミルクが入らないためとろみがない。英語でオレンジカレー（Orange curry）と呼ばれるゲーン・ソムも黄色っぽいが、酸味がある。このように、色だけで多様なタイカレーを判別するのは少々紛らわしい。
イエローカレーに特徴的な素材はターメリックで、これにより独特の黄色味がつく。他にはクロガラシの種、クミン、ナツメグ、魚醤（ナンプラー）、パームシュガー（ヤシから取れる砂糖）、コブミカンの葉（バイ・マックルー）、ココナッツミルク、ライムジュースなどが主にベースとして用いられる。
具材はアヒル肉、鶏肉、エビ、魚、各種野菜などから適当に選ばれ、多くの場合は飯かカノム・ジーンという細いライスヌードルとともに食される。
なお、タイ南部のイスラム教徒が多く住む地域で作られるイエローカレーはよりスパイシーで、色は茶や赤みがかっていることが多い。また、タイ国内の他の地域とは違い具材としてジャガイモの使用が普及している。